# Slaget ved Ilomantsi
Slaget ved Ilomantsi var en del af Fortsættelseskrigen mellem Finland og Sovjetunionen. Det blev udkæmpet mellem den 26. juli og den 13. august 1944 i det nordlige Karelen.

## Slaget
Slaget foregik i et område 40 km bredt og 30 km dybt nær den finsk-sovjetiske grænse ved den lille finske by Ilomantsi i Nord Karelen. Slaget endte med en afgørende finsk sejr, da det sidste større sovjetiske angreb mod Finland blev stoppet her.
To sovjetiske divisioner var rykket frem mod Ilomantsi som led i Sovjetunionens sidste forsøg på at få sin store offensiv til at rulle og opnå et gennembrud forbi de finske stillinger. I starten var offensiven vellykket og bragte gode nyheder til Josef Stalin: Endelig den 21. juli 1944 nåede den Røde Hær frem til den finsk-sovjetiske grænse fra 1940, den eneste gang under hele den sovjetiske offensiv i 1944 – og i det hele taget siden 1941. Successen var imidlertid kortvarig, da de sovjetiske divisioner snart skulle blive rystede, og de, som undgik døden, blev drevet tilbage østpå.
Slaget var forvirrende og vanskeligt for begge parter. De finske styrker benyttede sig af den traditionelle finske "motti" taktik, som gik ud på at omringe sovjetiske enheder, bryde dem ned i stadig mindre grupper og nedkæmpe dem én for én. Det var en metode, som allerede var blevet brugt med held under Vinterkrigen i 1939-1940.
To divisioner fra den Røde Hær blev nedkæmpet i dette sidste større større slag på den finske front, inden våbenhvilen blev indgået i starten af september 1944. Lederen af de finske styrker i slaget ved Ilomantsi var den berømte og højt dekorerede finske general Erkki Raappana.
Militærhistorikere hæfter sig ved, at to divisioner fra den Røde Hær fuldstændig blev slået på flugt efter 10 dages kampe og efterlod 3.200 døde, tusinder af sårede og savnede foruden over 100 stykker tungt artilleri, omkring 100 morterer og resten af det sovjetiske udstyr til finnerne.
Dette var den niende større finske forsvarssejr i løbet af blot nogle få uger, siden den sovjetiske hovedoffensiv mod Finland blev indledt i juni 1944. Moskva kunne nu kun konstatere, at finnerne havde masser af kampmod tilbage, og at de aldrig ville gå ind på en betingelsesløs overgivelse.
General Raappanas mænd — den såkaldte Raappana gruppe ("Ryhmä Raappana" på finsk) — havde på 10 dage affyret over 36.000 artillerigranater mod de sovjetiske styrker i Ilomantsi. Det sovjetiske artilleri havde kun været i stand til at affyre 10.000 granater. Den væsentligste årsag hertil var den finske forstyrrelsestaktik. F.eks. ødelagde en finsk patrulje under ledelse af løjtnant Heikki Nykänen en sovjetisk kolonne på 30 lastbiler, som kørte med artillerigranater til kampområdet.

## Effekt
Finnerne havde sejret, og resterne af de to sovjetiske divisioner havde kun lige undgået at blive udslettet ved at bryde ud af omringningen. Efter slaget stoppede den sovjetiske overkommando, Stavka, offensiven og opgav kravet om, at Finland skulle overgive sig betingelsesløst.
Ved et arrangement i den nordkarelske by Joensuu i anledning af 50 året for slaget i august 1994 talte den finske præsident Mauno Koivisto. Han havde oplevet slaget som soldat i et opklaringskompagni under kommando af den finske krigshelt kaptajn Lauri Törni. I sommeren 1944, da den Røde Hær indledte en generaloffensiv med det formål at udslette Finland, var finnerne "ekstremt hårdt pressede", understregede præsident Koivisto, men de gav ikke op.
"Det lykkedes os at stoppe fjenden fuldstændig på nøglepunkterne", sagde præsidenten, "og i det afsluttende slag ved Ilomantsi blev han endda trængt tilbage".
I en tale den 4. september 1994 på 50 årsdagen for underskrivelsen af Våbenstilstanden i Moskva, der afsluttede Fortsættelseskrigen, udtalte den finske statsminister Esko Aho:
"Jeg kan ikke få øje på et nederlag i den sommers kampe, men derimod et lille lands sejr over en stormagt, hvis styrker blev stoppet, længe inden de havde nået deres lederes mål. Finland blev ikke slået militært..."
"Finland beholdt sin uafhængighed og sit demokratiske sociale system..."
"Finland ... vandt freden."

## Eksterne links
Utrio området spillede en central rolle i general Erkki Raappana's forsvarsplan. Mobile bataljoner fra kavaleribrigaden, som var erfarne i at føre krig i skovene, blev ført gennem dette område mellem søer som en kile mellem de angribende sovjetiske 289. og 176. division. Det indledende fremstød blev udført mod den 6. lette finske bataljon. Da den drejede mod omringningerne ved Leminaho og Lutikkavaara bakken, angreb Uudenmaa kavaleri regimentet gennem Utrio og floden Ruukinpohja med flankeangreb fra 1, Lette infanteri Bataljon.
- Ilomantsi i krig Arkiveret 27. maj 2022 hos  Wayback Machine